# 相原徹
相原 徹（あいはら とおる）は、宗田理の小説「ぼくらシリーズ」、及びその派生作品に登場する架空の人物である。

## 概要
「ぼくらシリーズ」の主要メンバーで、冷静な指揮官としての役割を持つ。シリーズ中では数多くの指揮を執り、菊地英治に匹敵する頼れる存在である。両親は日大全共闘に参加していた学生で、当時を懐かしみ昔を語り合っていたところを息子の徹が盗み聞きし、それと同じことをやってみないかと菊池英治に話したことによって、七日間戦争は始まった(ぼくらの七日間戦争)。

## 登場巻
(横浜開港編以外すべて)
- ぼくらの七日間戦争
- ぼくらの天使ゲーム
- ぼくらの大冒険
- ぼくらのデスマッチ-殺人狂がやってきた-
- ぼくらの危バイト作戦
- ぼくらのC計画
- ぼくらの修学旅行
- ぼくらの㊙学園祭
- ぼくらの七人の盗賊たち
- ぼくらの秘島探検隊
- ぼくらの最終戦争
- ぼくらの大脱走
- ぼくらの恐怖ゾーン
- ぼくらのメリークリスマス
- ぼくらのミステリー列車
- ぼくらの『第九』殺人事件
- ぼくらの秘密結社
- ぼくらの『最強』イレブン
- ぼくらの校長送り
- ぼくらのコブラ記念日
- ぼくらの魔女戦記I 黒ミサ城へ
- ぼくらの魔女戦記II 黒衣の女王
- ぼくらの魔女戦記III 黒ミサ城脱出
- ぼくらのロストワールド
- ぼくらの卒業旅行（グランドツアー）
- ぼくらののら犬砦
- ぼくらのグリム・ファイル探険（上）
- ぼくらのグリム・ファイル探険（下）
- ぼくらのラストサマー
- ぼくらの悪魔教師
- ぼくらの特命教師
- ぼくらの失格教師
- ぼくらの魔女教師
- ぼくらの第二次七日間戦争 援交をぶっとばせ!
- ぼくらの第二次七日間戦争 再生教師
- ぼくらの第二次七日間戦争 グランド・フィナーレ!

## 人物

### 来歴

#### 中学生
七日間戦争、天使ゲーム、老稚園計画を考えた張本人。入学当初はサッカー部に所属していたが、七日間戦争の影響でサッカー部が解散、一時的に剣道部に所属していた。中学卒業のときには、安永をおさえるためにわざと安永とケンカするなど、判断力の高さ、他人を気遣う優しい心を持つ人物だと見て取れる。

#### 高校生
高校は英治と同じくN高に進学、英治と行動をともにし続ける。それからすぐ、瀬戸内海の曙学園にて三矢麻衣を救出。また、再びサッカー部に所属した、3年引退後には潰れかけていたサッカー部をイタリアからの帰国子女と転校生と共に復活させたその後国際ジャーナリストを志すようになる。大学の受験直前、中川冴子が死んだときにはさよならパーティーを企画する。

#### 大学生
国際ジャーナリストを目指し、アメリカへと渡った。卒業後はアメリカの大学を卒業してアジア特派員としてアジア地域を飛び回り、非常に忙しい生活を送る。

### 性格
冷静で、他のメンバーにはないレベルに達している落ち着きぶりである。内面、英治の熱さがうらやましく感じることがある。
冷静な判断力で事あるごとにぼくらを指揮していて、持ち前のリーダーシップでまとめることが上手い。指揮官としては、大人たちを翻弄するレベルである。
サッカーが好きであり、サッカー部にも所属していた。

### 周囲との関係
英治との仲は親友以上のものである。英治が誘拐されたとき、相原は体半分が麻痺してしまったかのように感じていたほどである。
女子にはモテやすく、多くの登場する女子キャラに人気であった。しかし、恋愛には奥手で、後輩の滝川ルミから妹志願の手紙を貰ってもそっけなく、その後中山ひとみの同級生である、城山ひかると仲良くなっても付き合っているといった関係性ではない。
作中では恋愛模様は描かれなかったが、最終的には滝川ルミと結婚した。